# علم و فناوری در آرژانتین

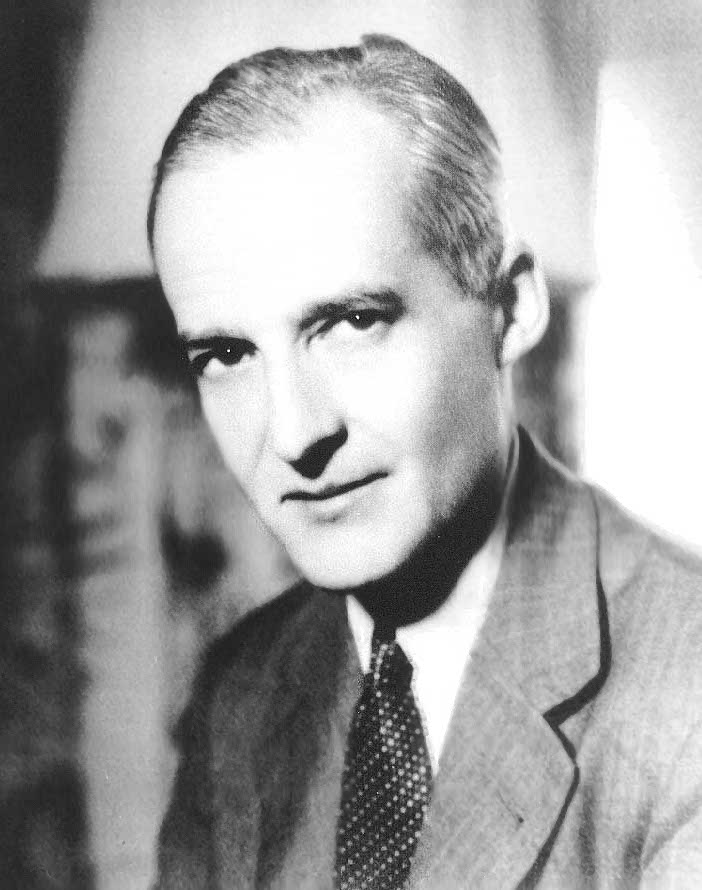
لوئيس فدريکو للوار برنده جايزه نوبل شيمي سال ۱۹۷۰

آرژانتین مسئول کشف‌های عمده و مهمی در  جهانی بوده‌اند. رنه فاوالورو به‌طور مثال شیوه‌هایی جراحی را توسعه داد و برای اولین بار در جهان جراحی بای پس عروق کرونری را انجام داد، و فرانچسکو دپدرو یک وسیله مطمئنتر به عنوان ابزار مصنوعی تحریک ‌کننده قلب اختراع کرد. برناردو هوسای نقش هرمون‌های هیپوفیزی را در تنظیم قند خون در جانوران کشف کرد؛ چزار میلستین تحقیقات گسترده‌ای را در زمینه پادتن‌ها انجام داد؛ لوئیس للوار کشف کرد که چگونه ارگانیسم‌ها که انرژی در خود ذخیره می‌کنند، گلوکز را به گلوکوژن تبدیل می‌کنند، و نیز ترکیباتی که در عملیات سوخت و ساز هیدرات‌های کربن نقش اساسی دارند. لوئیس آگوته یکی از دو عملیات انتقال خون با خون از پیش ذخیره شده در تاریخ انجام داد. انریکو فینوچیتو برخی از وسایل میز جراحی را همچون قیچی 6های جراحی طراحی کرد که نام خودش بر آن نهاده شد («قیچی فینوچیتو») و نیز یک وسیله بازکننده قفسه سینه در عملیات جراحی. روبرتو زالدیوار یک پیشگام در فرایندها و تحقیقات مربوط به لیزر چشمی است. تحقیقات آرژانتین موجب پیشرفت در درمان‌های التیام جراحات، بیماری قلبی، و اشکال متعددی از سرطان شده‌است.
نیروی هسته‌ای در آرژانتین در وضعیت بسیار پیشرفته‌ای قرار دارد. آرژانتین برنامه هسته‌ای خود را بدون هیچگونه وابستگی عمده به فناوری خارجی توسعه داده‌است. تاسیسات هسته‌ای بر اساس فناوری آرژانتین در کشورهای پرو، الجزایر، استرالیا، و مصر احداث شده‌است. در سال۱۹۸۳، این کشور اذعان نمود که دارای توانایی تولید اورانیوم مناسب سلاح هسته‌ای می‌باشد، گامی مهم به سوی فراهم ساختن تسلیحات هسته‌ای. از این پس آرژانتین متعهد شد که قدرت هسته‌ای خود را برای مقاصد صلح‌آمیز بکار برد.
در حوزه‌های دیگر علوم، خوآن وستیچ پدر علم جدید شناخت آثار انگشت می‌باشد. رائول پاتراس دپسکارا اولین پرواز به وسیله بالگرد را در جهان انجام داد، لازلو بایرو مجاری-آرژانتینی اولین روان نویس‌های نوین را به‌طور گسترده تولید نمود، و ادواردو تائوروزی کارآمدترین موتور احتراقی پاندولی را عرضه کرد. خوآن مالداسن نیز، یک دانشمند آرژانتینی آمریکایی است که شخصیت تعیین‌کننده در وضع نظریه رشته ذرات بنیادی بوده‌ است.